# Evern
Evern ist ein Ortsteil der Stadt Sehnde, südöstlich von Hannover. Das älteste erhaltene Dokument, das Evern erwähnt, stammt aus dem Jahr 1117.

## Geografie
Evern ist Teil der Stadt Sehnde in der Region Hannover des Landes Niedersachsen und hat als Nachbarorte:
- im Norden Lehrte,
- im Osten Dolgen und Haimar,
- im Süden Klein Lobke sowie
- im Westen Rethmar.

Südlich des Orts verläuft der Mittellandkanal. An das Fernwegnetz ist Evern über die Bundesstraße 65 angeschlossen.
Zwischen Evern und dem südlichen Klein Lobke liegt die Wüstung Schuttellobeke.
Evern liegt im historischen Siedlungsraum des Großen Freien.
Evern liegt, wie sein Nachbarort Dolgen, auf einer mindestens 70 m hohen Altmoräne. Dieser Höhenzug ist aus Richtung Lehrte kommend sehr gut zu erkennen.

## Geschichte

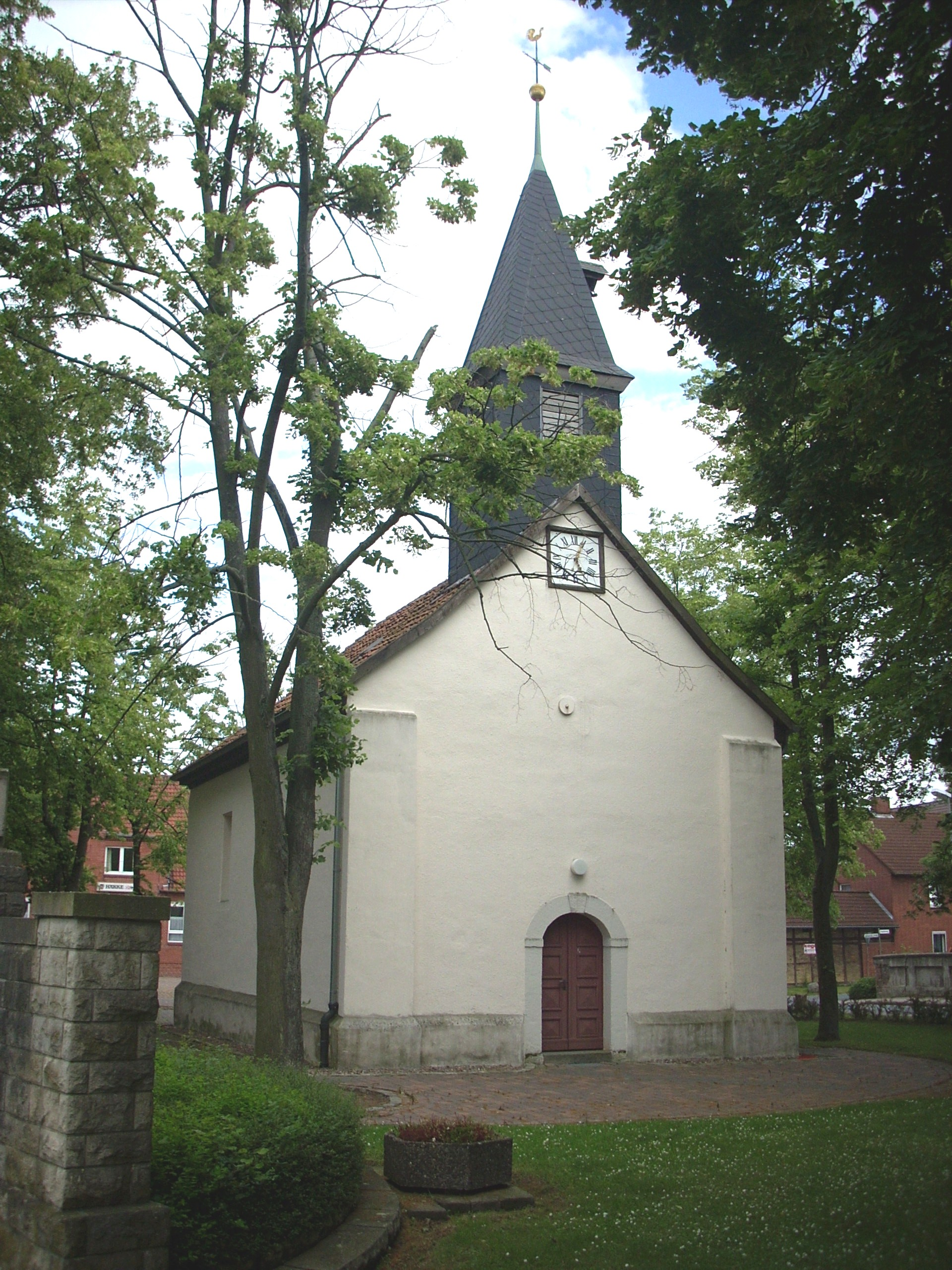
Ev. Kapelle St. Georg

Die Namensentwicklung des Ortes verlief von der Bezeichnung Eberen im Jahr 1117 über Everinge (1230), Everen (1313), Evern (1362), Everen (1400) und Euern (1558) zu Evern im Jahr 1651 (die Schreibweise u oder v lag zu der Zeit nicht fest).
Renommierte Ortsnamensforscher halten Deutungen mit dem Hinweis auf Beziehungen zu alten Wörtern für Wasser, für Ufer, für hinter oder später oder für höher für möglich, was sich mit der topographischen Lage zu den umliegenden Ortschaften deckt.
Evern war bis zu einem verheerenden Großbrand 1825 ein typisches altsächsisches Haufendorf. Funde aus der Bronzezeit am nahegelegenen Leierberg zeugen von einer sehr frühen Besiedlung.
Durch großzügige Spenden an das Bistum Hildesheim konnte der Graf von Haimar am 11. Mai 1117 das Kirchrecht für Evern erwerben. Es ist damit das älteste belegte Kirchrecht der jetzigen Stadt Sehnde.
1386 wurde der ganze Ort von den Grafen von Saldern an das Domkapitel Hildesheim verkauft. 
Nach der Hildesheimer Stiftsfehde führte dieser Umstand häufig zu gerichtsbezogenen Kompetenzstreitigkeiten zwischen  dem welfischen Landesherren und dem hildesheimischen Ortsherren. Erst ein 1621 getroffener Vergleich regelte die Zuständigkeiten des Freigerichtes Evern. Dieses spätere „Civil- und Criminalgericht“ ist seit 1562 belegt und wurde erst offiziell am 9. November 1813 aufgelöst. Das Originalsiegel befindet sich im  Besitz des Stadtmuseum Köln.
Die Einwohner Everns nutzten diese Streitigkeiten gern für ihre Zwecke aus. So kam es vor, dass das Totengeläut für den Lüneburger Landesherren verweigert wurde oder zu Beginn der Reformation kein Einwohner Everns am evangelischen Gottesdienst teilnahm. Diese zogen lieber über den am südöstlich des Dorfes beginnenden "Hilligenweg" in das Bistum Hildesheim, um den katholischen Gottesdienst beizuwohnen.
Am 15. Juni 1825 wurde nahezu das gesamte Dorf mit seinen reetdachgedeckten Häusern durch einen Brand verwüstet. Von den 57 Wohnhäusern und Gehöften blieben nur 16 unversehrt und 278 Bewohner wurden obdachlos.
Ende 1826 war der Neuaufbau Everns nahezu abgeschlossen. Die neuerrichteten Häuser und Höfe mussten Mindestabstände zu den Nachbarn haben; die Straßenführung wurde großzügig neugestaltet. Um den nötigen Platz im Dorf zu schaffen, mussten einige Einwohner ihren angestammten Grund und Boden aufgeben. Ihre Häuser und Höfe wurden an den Westrand des Ortes verlegt. Der durch das Amt Ilten gestellte Landvermesser hatte die Aufgabe, den neuen Zuschnitt der Grundstücke festzulegen. Teilweise geschah dies unter Protest der Dorfbewohner.
In der zweiten Hälfte des 19. Jahrhunderts wurde die Flurbereinigung der Feldmark unter Regie des Ökonomierates Otto Haarstrich durchgeführt. Der durchschnittliche Landbesitz der Bauern verdreifachte sich durch die Urbarmachung der Fläche des ehemaligen Steinwedeler Waldes. Die Straßenführungen in die Nachbarorte wurden auf teilweise neuen Trassen mittig durch die Gemarkung verlegt. Die Straßen im Ort erhielten Kopfsteinpflasterung. In Gedenken an Otto Haarstrich wurde auf dem heutigen Feuerwehrplatz ein Denkmal errichtet.
Am 31. August 1898 wurde Evern an das elektrifizierte Überlandstraßenbahn-Netz angeschlossen. Die Straßenbahn fuhr ab diesem Zeitpunkt vom Nachbarort Haimar über Evern bis nach Hannover. Diesem Umstand verdankte der Ort nicht nur eine schnelle Verkehrsanbindung, sondern auch eine frühe Versorgung mit elektrischem Strom. Neben dem Personenverkehr war auch der Güterverkehr über die Schiene ein zur damaligen Zeit enormer Fortschritt. Eigens für den Güterumschlag wurde ein Abstellgleis auf dem heutigen Feuerwehrplatz verlegt. Die Straßenbahnlinie wurde im Jahr 1935 durch einen Busverkehr ersetzt. Bis auf einige Straßenveränderungen und die Siedlungen im südlichen Eichenkamp (1960er Jahre) und am Sportplatz (1980er Jahre) erhielt Evern sein heutiges Gesicht im 19. Jahrhundert.
Am 1. März 1974 wurde Evern in die Gemeinde, heute Stadt Sehnde eingegliedert.

## Religion

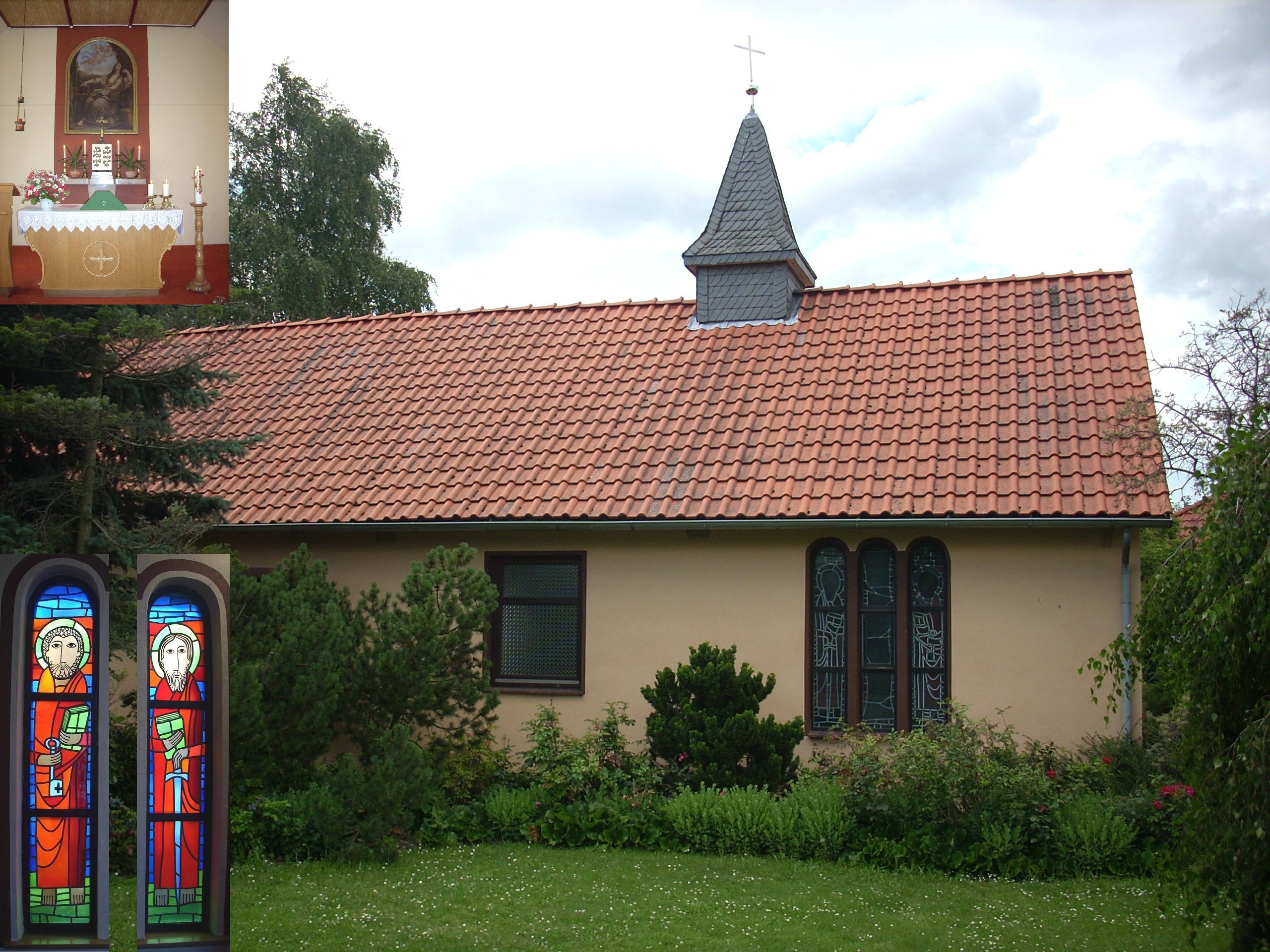
Kath. Kapelle St. Magdalenen

In Evern befindet sich die evangelische St. Georgs-Kapelle aus dem 19. Jahrhundert.
An ihrer Stelle befand sich auch die  erste Kapelle der Anfang des 12. Jahrhunderts entstandenen Kirchengemeinde. Die Wahl dieses Ortes begründen einige Pastoren in einer besonderen spirituellen Bedeutung in vorchristlicher Zeit.
Anfangs waren die Nachbarorte Haimar, Dolgen und Gilgen nach Evern eingepfarrt, im Jahr 1160 wurde der Sitz der Pfarre nach Haimar verlegt.
Ostermontag 1955 wurde die katholische St. Magdalenen-Kapelle geweiht (Rethmarsche Straße 9), ein Massivbau mit Dachreiter, der von Ostvertriebenen in Eigenleistung errichtet und ausgestattet wurde. Das Grundstück wurde von der Gutsfamilie Achilles gestiftet. In deren Gutshaus fanden bis dato die katholischen Gottesdienste im Ort statt. Die Kapelle gehörte zur Pfarrgemeinde St. Maria in Sehnde. Am 12. September 2010 wurde die Kapelle von Generalvikar Werner Schreer profaniert, sodass in ihr keine Gottesdienste mehr stattfinden.
Die Kapelle ist verkauft und wurde zu einem Wohnloft umgebaut.

## Politik
Evern war bis zur Gemeindegebietsreform 1974 eine eigenständige Gemeinde. Heute ist es ein Ortsteil der Stadt Sehnde. Wie fast alle Ortschaften des Großen Freien, gehörte auch Evern zum früheren Landkreis Burgdorf. In den 1960er Jahren gab es Bestrebungen, sich mit den Nachbarorten Rethmar, Dolgen, Haimar und Harber zu einer Samtgemeinde zusammenzuschließen. Letztendlich ließ die Gemeindegebietsreform aber keine andere Wahl; die Ortschaften hätten nie die Mindesteinwohnerzahl von 6000 erreicht. Die Gründung einer Samtgemeinde scheiterte.
Heute bildet Evern mit Dolgen und Haimar einen gemeinsamen Ortsrat, Ortsbürgermeister ist Konrad Haarstrich (CDU).